# Isola Nelson
L'Isola Nelson (in lingua inglese: Nelson Island; varianti storiche del nome: Leipzig Island; O'Cain's Island e Strachans Island) è una delle isole che compongono l'arcipelago delle Isole Shetland Meridionali, in Antartide.

## Caratteristiche
È situata a sudovest dell'Isola di re Giorgio, la più estesa delle Shetland Meridionali, da cui è separata dallo Stretto Fildes. A sudest lo Stretto Nelson la separa dall'Isola Robert.
Ha una lunghezza di 22 km e una larghezza di 13 km e si estende su una superficie di 192 km2.
L'isola è quasi completamente ricoperta di ghiaccio e solo alcune punte alle estremità occidentale e nordorientale mostrano la roccia scoperta nel periodo estivo.

## Denominazione
L'attuale denominazione è stata utilizzata dai cacciatori di foche almeno dal 1821 ed è ormai ufficialmente entrata nell'uso internazionale.

## Base Eco-Nelson
Sulla costa settentrionale dell'isola, nei pressi della Baia Edgell, si trova la stazione di ricerca privata denominata Base Eco-Nelson 62°18′S 59°03′W. È una stazione permanente fondata nel 1988 da Jaroslav Pavlíček, esploratore polare della Repubblica Ceca, ma dal momento che essa è privata e ospita ricercatori internazionali non viene considerata una base di ricerca ceca.